# Trofeo Matteotti 2000
Il Trofeo Matteotti 2000, cinquantacinquesima edizione della corsa, si svolse il 30 luglio 2000 su un percorso di 189 km, con partenza e arrivo a Pescara, in Italia. La vittoria fu appannaggio del bielorusso Jaŭhen Senjuškin, che completò il percorso in 4h46'55" alla media di 39,524 km/h, precedendo gli italiani Massimo Donati e Luca Mazzanti.

## Ordine d'arrivo (Top 10)
| Pos. | Corridore              | Squadra                   | Tempo    |
| ---- | ---------------------- | ------------------------- | -------- |
| 1    | Jaŭhen Senjuškin       | Panaria-Fiordo            | 4h46'55" |
| 2    | Massimo Donati         | Vini Caldirola-Sidermec   | s.t.     |
| 3    | Luca Mazzanti          | Fassa Bortolo             | s.t.     |
| 4    | Andrea Peron           | Fassa Bortolo             | a 0'32"  |
| 5    | Marco Antonio Di Renzo | Cantina Tollo-Regain      | s.t.     |
| 6    | Marco Gili             | Amica Chips-Tacconi Sport | s.t.     |
| 7    | Valentino Fois         | Colpack                   | a 1'07"  |
| 8    | Tupak Casnedi          | KRKA-Telekom Slovenije    | a 2'31"  |
| 9    | Massimo Podenzana      | Mercatone Uno-Albacom     | a 4'32"  |
| 10   | Diego Ferrari          | Amica Chips-Tacconi Sport | a 6'56"  |